# Teorema lui Napoleon

Teorema lui Napoleon

În geometrie, teorema zisă a lui Napoleon este o problemă de geometrie sintetică.

## Enunț
Dat fiind un triunghi oarecare ΔABC, pe laturile acestuia se construiesc în exterior trei triunghiuri echilaterale: ΔABZ, ΔBCX și ΔACY (sau toate trei în interior). Să se arate că centrele N, L și respectiv M ale triunghiurilor construite formează un triunghi echilateral.

## Demonstrații

### Prin triunghiuri asemenea
Triunghiurile ΔAMC și ΔANZ sunt asemenea, pentru că au unghiuri corespondente egale de 30°, 30° și respectiv 120°. De aici rezultă AM/AN = AC/AZ.
Aceasta, împreună cu egalitatea unghiurilor {\displaystyle \sphericalangle } MAN și {\displaystyle \sphericalangle } CAZ, implică asemănarea triunghiurilor ΔAMN ~ ΔACZ, cu raportul de asemănare AC/AM = √3 = CZ/MN
Similar se obține CZ/LN = √3, de unde rezultă MN = LN.
Același raționament de mai sus se aplică pentru a arăta că LN = ML.
În concluzie MN = LN = ML, deci triunghiul MNL este echilateral.

### Prin numere complexe
Se notează {\displaystyle j=e^{i{\frac {2\pi }{3}}}} (rădăcină a unității).
Înzestrând planul complex cu un reper ortonormat fie a, b, c, l, m și n afixele punctelor A, B, C, L, M și N în acest reper.

Prin construcție, A este imaginea lui B prin rotație de centru N și unghi {\displaystyle \textstyle {+{\frac {2\pi }{3}}}}, ceea ce se traduce prin :

La fel: 

Se deduce: 
Cum însă {\displaystyle \textstyle {{\frac {1}{j}}+1+j=0}} și {\displaystyle j^{3}=1}, se obține:
{\displaystyle {\begin{aligned}(1-j)(m-n)&=(-1-j)a+jb+c\\&=j^{2}a+j^{4}b+j^{3}c\\&=-j^{2}[-a+(1+j)b-jc]\\&=-j^{2}[(b-jc)-(a-jb)]\\&=-j^{2}(1-j)(l-n)\end{aligned}}}
Împărțind la {\displaystyle (1-j)} rezultă {\displaystyle (m-n)=-j^{2}(l-n)} sau {\displaystyle \scriptstyle (m-n)=e^{i{\frac {\pi }{3}}}(l-n)}.
M este imaginea lui L prin rotație de centru N și unghi {\displaystyle \textstyle {+{\frac {\pi }{3}}}} deci {\displaystyle NLM} este un triunghi echilateral.

## Culegeri de probleme
- Grigore Gheba, Exerciții și probleme de matematică, clasele V-VIII, Editura Didactică și Pedagogică, București, 1975
- G. Țițeica, Probleme de geometrie, ediția a VI-a, Editura Tehnică București, 1961.
- W. J. Lougheed and J. G. Workman, Geometry for High Schools, The Macmillan Company of Canada Limited, 1935